# دنیل ماتی
دنیل ماته (اسپانیایی: Daniel Maté‎؛ زادهٔ ۱۹۶۳/۱۹۶۴ (۶۱–۶۲ سال)) سرمایه‌دار و معامله‌گر اهل اسپانیا است، که از سهامداران شرکت گلنکور بشمار می‌آید.